# Фриц-Дитлоф фон дер Шуленбург
Фриц-Дитлоф фон дер Шуленбург (на немски: Fritz-Dietlof von der Schulenburg) е германски борец от съпротивата, участвал в опита за убийство на фюрера Адолф Хитлер от 20 юли 1944 г.

## Биография

### Ранен живот
Шуленбург е роден в Лондон, тъй като неговият баща, граф Фридрих Бернхард фон дер Шуленбург, по това време е военен аташе на Германската империя в британската столица. Майка му е Фреда-Мари фон Арни (родена през 1873 г.). В резултат на характера на работата на баща си Шуленбург, четиримата му братя и сестра им Тиза фон дер Шуленбург израстват на няколко различни места, включително Берлин, Потсдам, Мюнстер и селската къща, Schloss Tressow в северозападен Мекленбург. В съответствие с традициите на пруската аристокрация, децата са първоначално строго образовани у дома от гувернант.
През 1920 г. Шуленбург взима изпита си Абитур в Любек. След това, той решава да не преследва кариера като военен офицер, семейната традиция, а вместо това да учи право в университетите в Гьотинген и Марбург. През това време той става член на Корпуса Саксония Гьотинген, германско студентско братство. През 1923 г. полага държавния изпит в Целе, а през следващите пет години работи като стажант-държавен служител в Потсдам и Кириц. През 1924 г. той прекъсва обучението си в продължение на три месеца и служи като моряк до Южна Америка и обратно. Той завършва обучението си през 1928 г. и става дипломиран държавен служител в Реклингхаузен.
Като син на известно старо пруско семейство, Шуленбург е член на управляващата класа на Германската империя, която се определя от двата стълба на държавата, военните и държавната служба. Поради тези причини, той се потапя в практически теми като аграрния дълг и поземлената реформа. Неговата романтична визия за земеделската общност и за социалната справедливост скоро му печели прякора „Червения граф“ от колегите си.

### Присъединяване към НСДАП
Първите контакти на Шуленбург с нацистката партия са през 1930 г. и той става член на партията до 1932 г., по същото време, когато и семейство му се присъединява. През същата година той е командирован в Източна Прусия, където помага да се изгради нацистко влияние. Шуленбург може да се смята за последовател на „северногермански“ националсоциализъм, характеризиран главно от братята Грегор и Ото Щрасер. Грегор Щрасер е убит по време на Нощта на дългите ножове по заповед на Хитлер. Ото Щрасер бяга в изгнание след конференцията от 1930 г. в Бамберг, където се противопоставя на Хитлер. Той се завръща в Западна Германия през 1956 г.
През март 1933 г. Шуленбург е назначен в правителствения съвет в Кьонигсберг и придобива все по-голямо влияние като държавен служител и като член на партията. Той се жени за Шарлот Котелман през същия месец. Неговите нови работни места по това време са главно да установят Глайхшалтунг (нацистката политика на принудителна „координация“ на обществени групи) сред служителите в сферата на влиянието му, а също и да делегира работни места на членове на нацистка партия.
Въпреки това, Шуленбург все по-често влиза в конфликт с неговия началник, Ерих Кох, скандалния гаулайтер от Източна Прусия. През 1934 г. той се прехвърля в малкото градче Фишхаузен, западно от Кьонигсберг, като областен управител. Конфликтите с Кох се увеличават с течение на времето, но през 1937 г. той е повишен от германското министерство на вътрешните работи и е командирован в Берлин като вицепрезидент на полицията. Неговият непосредствен началник е Берлинският президент на полицията Волф Хайнрих фон Хелдорф, който се противопоставя на отдадеността на Шуленбург. Противно на очакванията, обаче, двамата много различни служители се справят добре.
През 1939 г., когато Хитлер напада Полша, Шуленбург е назначен за действащ Оберпрезидент на Горна и Долна Силезия. По това време нацисткият режим го смята за политически неблагонадежден, а през 1940 г. той е изключен от нацистката партия.

### Втора световна война
Въпреки резервите на военните служители за намеренията на Хитлер за завладяване и въпреки шока от размирната афера на военния командващ при освобождаването от отговорност на шефа на Вернер фон Фрих през 1938 г., Шуленбург доброволно се предлага за военна служба на фронта с патриотичен ентусиазъм. След като неговият началник, Вагнер е освободен от длъжност, позицията му в Бреслау става несъстоятелна.
Като лейтенант в резерва, Шуленбург е командирован в резервния батальон на пехотен полк 9 в Потсдам. С това елитно звено той участва в руската кампания и получава първия Железен кръст. Обаче едва след инвазията на Съветския съюз през 1941-1942 г. става критик на волята на Хитлер за войната. През този период работата му често се променя и в крайна сметка се завръща в резервния батальон в Потсдам. По това време той гледа на задължението си да организира съпротивата срещу насилственото отстраняване на Хитлер.

### Съпротива
На Източния фронт кризите, които стават очевидни, свързани с осигуряването, военното ръководство и третирането на цивилното население в завладените земи, дават на Шуленбург основание да не се доверява на нацистите. Неговото отношение към националсоциализма се променя радикално по това време. Шуленбург наблюдава с нарастващо безпокойство и отвращение безчинствата на нацисткия режим и осъществява контакти със съмишленици на опозицията от спектър от политически кръгове, включително и други пруски аристократи като него. Един от най-големите приятели по това време е граф Петер Йорк фон Вартенбург, друг потомък на историческо известно пруско благородническо семейство. До 1942 г. редовно участва в срещите на опозиционния кръжок на Крейсау.

### Опит за преврат и екзекуция
Шуленбург е в един от вътрешните кръгове на заговорниците срещу Хитлер и активно участва в планирането на операция Валкирия. Той е планиран да оглави Министерството на вътрешните работи след убийството на Хитлер. На 20 юли 1944 г. Шуленбург е в щаба на заговорниците, централата на военното разузнаване „Бендлерщрасе“ в Берлин, където е арестуван в същия ден, малко след като опитът за атентат се проваля. На 10 август 1944 г. той е съден от известната нацистка Народна съдебна палата. В това показно дело, с председателството на скандалния нацистки съдия Роланд Фрайслер, Шуленбург обяснява действията си по следния начин:
„Ние се захванахме с това дело, за да защитим Германия от безнадеждно нещастие. За мен е ясно, че ще бъда обесен за това, но изпълнявам делото си и се надявам, че друг, с повече късмет, ще го изпълни“.
По време на процеса, Шуленбург се държи със смелост и никога не изпуска нервите си. В един момент Фрайслер, който се обръща към него по време на процеса като „Подлецо Шуленбург“, по невнимание го нарича с наследствената му титла „Граф Шуленбург“ – след което Шуленбург го прекъсва с хумористично заявяване: "Подлеца Шуленбург, моля!" Фрайслер го признава за виновен и го осъжда на смърт.
Шуленбург е екзекутиран чрез обесване в затвора Пльоцензе в Берлин по-късно същия ден, 10 август 1944 г.